# داوید یونگ
داوید یونگ (داوید یونگ، متولد ۱۷ ژانویه ۱۹۸۰ در کلیتسکو) - خواننده اپرای لهستانی، شاعر، نویسنده، منتقد ادبی و تئاتری، ناشر، پژوهشگر و خالق فرهنگ، تاریخ‌نگار، موزه‌دار، طراح مسیرهای فرهنگی است.
او مدیر موزه ارگ‌های الکترونیک لهستان و سردبیر نشریه فرهنگی عمومی "Zeszyty Poetyckie" است. برای فعالیت هنری، علمی و فرهنگی خود تعداد زیادی از جوایز و نشان‌های معتبر کشوری را دریافت کرده است، از جمله: نشان افتخار شایستگی در فرهنگ لهستان
مدال هنریک شمیراتسکی]] (۲۰۰۹]])، مدال هنر جوان (اولین برنده در حوزه ادبیات Stanisław Barańczak) (۲۰۱۴)، مدال هزاره گنیزن (۲۰۱۴)، جایزه روزنامه‌نگاران جوان (اهدا شده توسط انجمن روزنامه‌نگاران لهستانی) (۲۰۱۶)، جایزه Magellan (۲۰۱۶)، جایزه بولسلاو لسمیان (۲۰۱۷)، نشان افتخاری "برای فرهنگ لهستانی ارزشمند" (۲۰۱۸)، جایزه ادبی و تاریخی Identitas (۲۰۱۹)، مدال هنری جوانان Pozytywist (۲۰۱۹)، مدال "مراقب مکان‌های یادآور ملی" (۲۰۲۰)، صلیب Św. Jana Pawła II (۲۰۲۱)، صلیب افسری Czarnego Krzyża Polskiego (۲۰۲۱)، مدال قرن بازپرسی استقلال (۲۰۲۲)، نشان "مراقب انجمن نویسندگان لهستانی" (۲۰۲۳) و دیگران. از سال ۲۰۲۳ معاون انجمن نویسندگان لهستانی در پوزنان است.
از آثار ادبی مهمش عبارت است از: 312685 دلیل (۲۰۰۶)؛ نویسندگان شعر Kłecka در دوره ۱۵۹۰-۱۶۲۳. مشارکت‌هایی در تاریخ فرهنگ قدیمی لهستان (۲۰۱۲)؛ سروده‌های Gdańsk Jakuba Gembickiego (۲۰۱۴)؛ شعر درباره صحت سخن (۲۰۱۴)؛ Glosy (۲۰۱۷)؛ لهستان، مزدوجین دل‌آزار اروپا (۲۰۱۷)؛ کارائوکه (۲۰۱۸)؛ افسانه‌های شهر شاهان. از گفتارهای دهانی به دست آورده و تدوین شده توسط داوید یونگ (۲۰۱۸)؛ #SPAM (۲۰۲۰)؛ آخرین شعرای زبان مادری. شاعران مردمی قرن ۱۹ ارتباط دارنده با Ełkiem (۲۰۲۰)؛ این ویوژه است. گزیده شاعران کاشوب دوره میان‌جنگی (۲۰۲۰)؛ افسانه‌های قلعه Ełk (۲۰۲۱)؛ مسیر. شناخته شده ناشناخته (۲۰۲۱)
```
== منابع ==
```

برگرفته از ویکی‌پدیای انگلیسی en:Dawid Jung